# Bruce Sterling

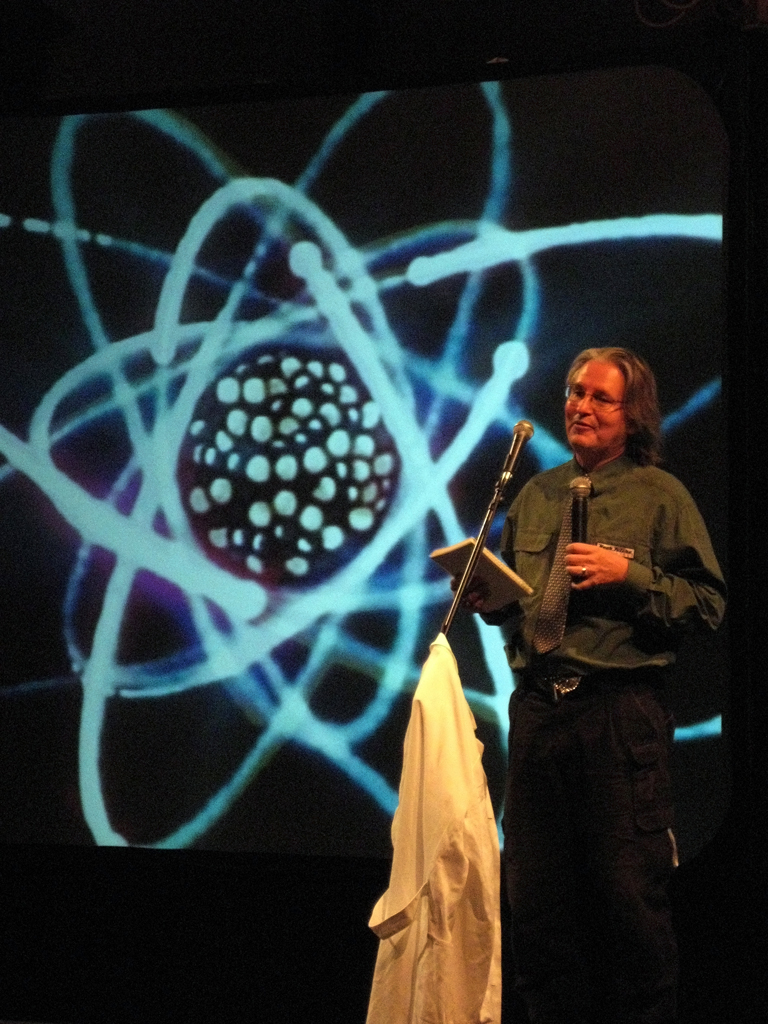
Bruce Sterling (2009)

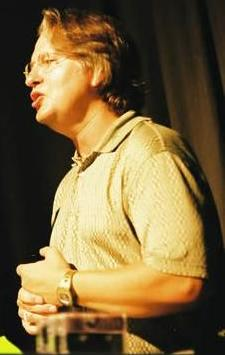
Bruce Sterling

Bruce Sterling (Brownsville (Texas), 14 april 1954) is een Amerikaans sciencefictionschrijver. In 2003 werd hij benoemd tot professor aan de European Graduate School waar hij in de zomer media en ontwerp doceert.
Sterling studeerde journalistiek aan de universiteit van Texas. In 1976 verkocht hij zijn eerste SF-verhaal, Man-Made Self. Een jaar later werd zijn eerste roman, Involution Ocean gepubliceerd door Harlan Ellison. Sterling geldt met William Gibson als een van de grondleggers van het SF-subgenre cyberpunk. Zijn bloemlezing Mirrorshades definieerde deze stroming.
Toen de Amerikaanse geheime dienst in 1990 een inval uitvoerde bij Steve Jackson Games in Austin, Texas als onderdeel van een operatie tegen hackers, was Sterling dermate gealarmeerd dat hij een kroniek van deze gebeurtenissen schreef in The Hacker Crackdown: Law and Disorder on the Electronic Frontier. Dit boek werd gratis in elektronische vorm gepubliceerd op het destijds nieuwe medium internet.
Onderzoek voor zijn boek Holy Fire wekte Sterlings interesse voor industrieel ontwerp. Gecombineerd met zijn bezorgdheid over wereldwijde klimaatverandering leidde dit tot de stichting van de Viridian design movement. Deze groene beweging streeft hoogtechnologisch, stijlvol en ecologisch verantwoord ontwerp na.
Sterling won de John W. Campbell Memorial Award in 1989 met zijn roman Islands in the Net. Hij kreeg de Hugo Award in 1997 en 1999 voor de novelettes Bicycle Repairman en Taklamakan. Dat laatste werk bracht hem in 1999 ook de Locus Award, evenals het kort verhaal Maneki Neko en in 2003 won hij zijn derde Locus, ditmaal voor non-fictie met Tomorrow Now: Envisioning the Next Fifty Years.